# St. Johannes Evangelist (Mallersdorf)

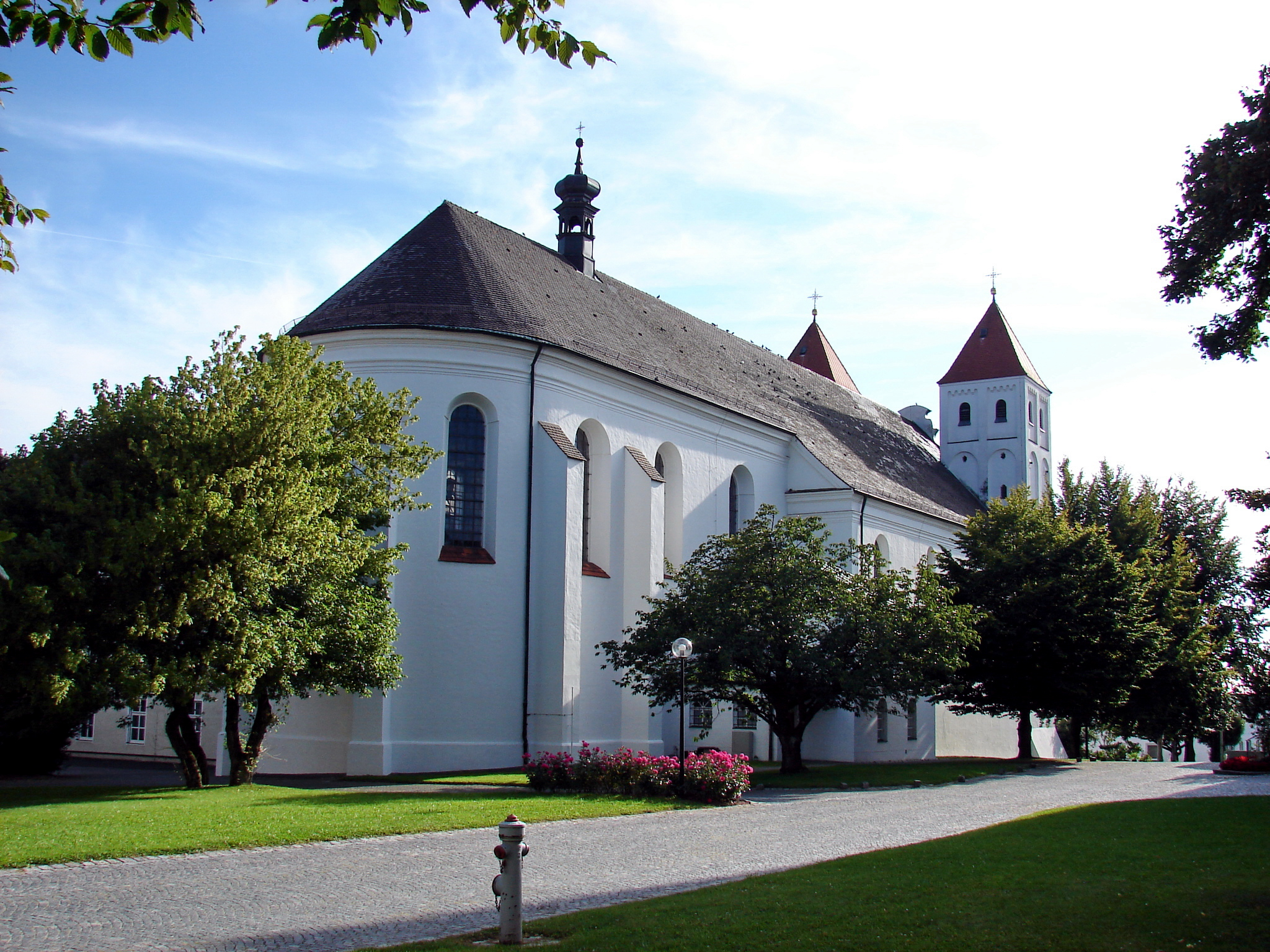
Pfarr- und Klosterkirche St. Johannes Evangelist von Nordosten

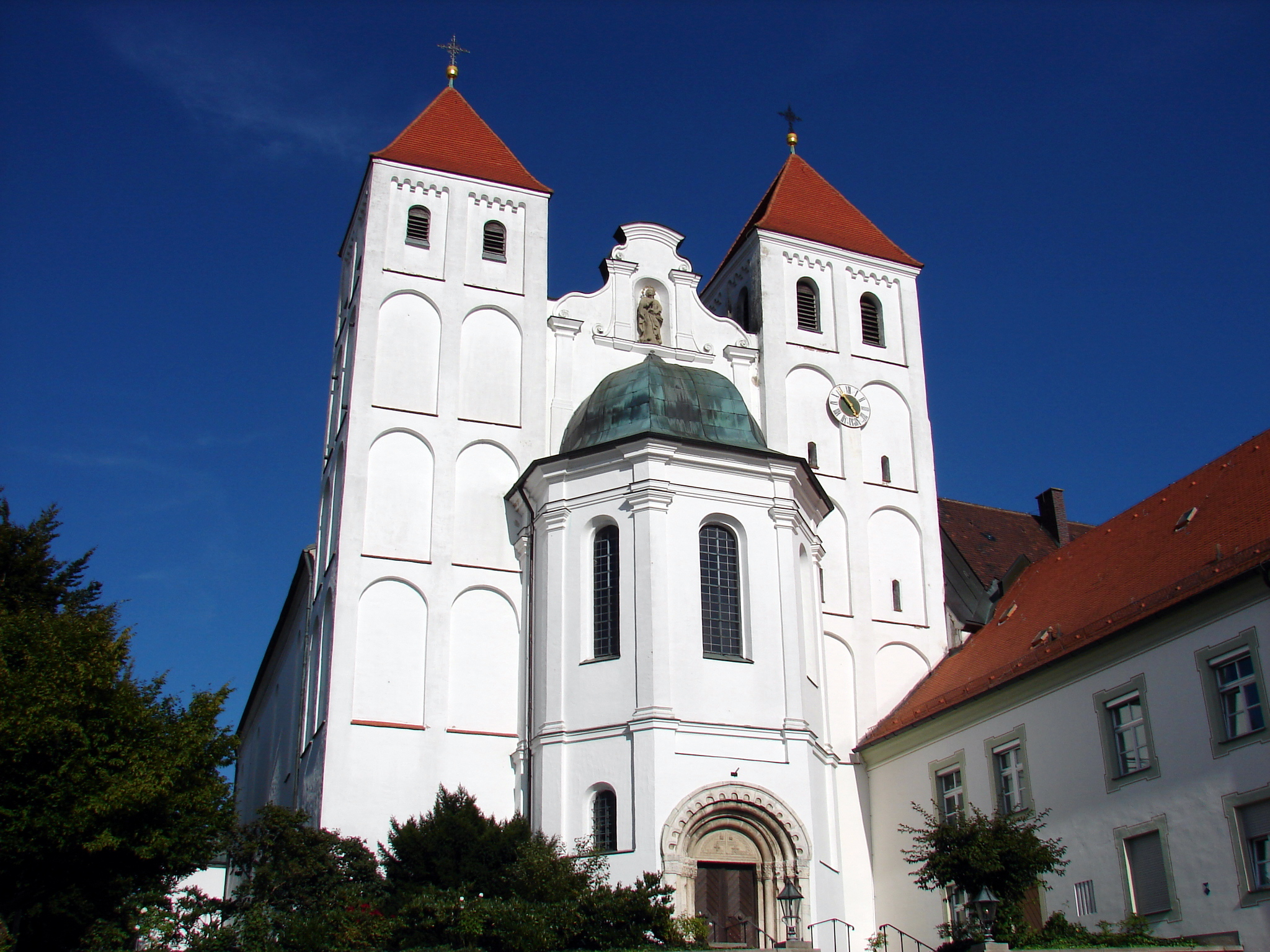
Romanische Doppelturmfassade mit barockem Polygonvorbau

Die römisch-katholische Pfarr- und Klosterkirche St. Johannes Evangelist in Mallersdorf, einem Ortsteil des Marktes Mallersdorf-Pfaffenberg im niederbayerischen Landkreis Straubing-Bogen, ist ein zum Kloster Mallersdorf gehörendes Kirchengebäude. Sie war bis zur Säkularisation im Jahr 1803 Abteikirche der Benediktiner und ist seither im Besitz des Freistaats Bayern. Seit 1869 wird sie als Klosterkirche von den Armen Franziskanerinnen von der Heiligen Familie genutzt, seit 1921 auch als Pfarrkirche für den Ort Mallersdorf mit Ettersdorf, Ried und Seethal.

## Lage
Die Kirche befindet sich auf 411 m ü. NN innerhalb des Klosterkomplexes von Mallersdorf, der auf einer Anhöhe rund 30 Meter oberhalb des Kleinen Labertals liegt. Vor allem durch seine beiden quadratischen Türme mit Pyramidendach ist das Gotteshaus weithin erkennbar.

## Geschichte
Bereits im Jahr 1109, also zwei Jahre nach Gründung des Benediktinerklosters, soll nach einer spätmittelalterlichen Überlieferung eine erste Kirche geweiht worden sein. Dieses sogenannte Alte Münster, das sich westlich der heutigen Kirche befand, wurde 1759 abgebrochen.
An der Stelle der heutigen Kirche wurde bereits im 12. Jahrhundert ein Neubau errichtet, der 1177 geweiht wurde. Dieser wurde Mitte des 13. Jahrhunderts im spätromanischen Stil wesentlich umgebaut und im Jahr 1265 neu geweiht. Dabei handelte es sich nach heutigem Kenntnisstand um eine dreischiffige Basilika ohne Querhaus. Deren Doppelturmfront mit dem Westportal ist weitgehend erhalten, auch das Langhaus dürfte im Kern auf diesen Bau zurückgehen. In den Jahren 1460 bis 1463 wurde der geräumige spätgotische Chor errichtet, der heute noch Bestand hat. Ab 1613 erfolgte die Umgestaltung zu der heutigen Form der Wandpfeilerkirche. Ursprünglich eingebaute seitliche Emporen wurden allerdings im 18. Jahrhundert entfernt. Um 1670 erfolgte eine Neuausstattung im Barockstil, von der die (später umgestaltete) Kanzel, das Kirchengestühl und die Kreuzgangstür erhalten sind.
Ab 1740 erfolgte unter Abt Heinrich VI. Widmann eine Umgestaltung im Stil des Rokoko. Dabei wurden von einem unbekannten Baumeister folgende Maßnahmen vorgenommen: An das Westportal wurde ein Polygonvorbau angefügt, der spätgotische Chor wurde erhöht und erhielt eine halbrunde Apsis als Abschluss. Im Vordergrund steht allerdings die durchgreifende Umgestaltung des Innenraums, an der zahlreiche namhafte Künstler wie Christian Jorhan der Ältere, Mathias Obermayr, Ignaz Günther oder Anton Bayr beteiligt waren. Die Arbeiten konnten bis zum Tod des Abtes 1758 bei Weitem nicht abgeschlossen werden. Die Fertigstellung und die Weihe erfolgten erst unter dem übernächsten Abt Gregor Schwab im Jahr 1792. Bei der letzten größeren Renovierungsmaßnahme in den Jahren 1972 bis 1975 wurde die im 19. Jahrhundert teils veränderte Ausstattung wieder weitgehend in ihre originale Fassung zurückgeführt.
Die Seelsorge für die Bevölkerung Mallersdorfs übernahmen bis zur Säkularisation des Klosters 1803 die Benediktiner. Von diesem Zeitpunkt an erfolgte die seelsorgerische Betreuung durch den Kooperator der Pfarrei Westen, ab 1869 mit Unterstützung durch den Superior des neu eingerichteten Klosters der Armen Franziskanerinnen. Infolge der wachsenden Bevölkerungszahl und der höheren Auslastung des Superiors wurde 1914 zunächst der Wohnsitz des Kooperators nach Mallersdorf verlegt, am 14. August 1921 schließlich eine eigene Pfarrei eingerichtet.

## Beschreibung

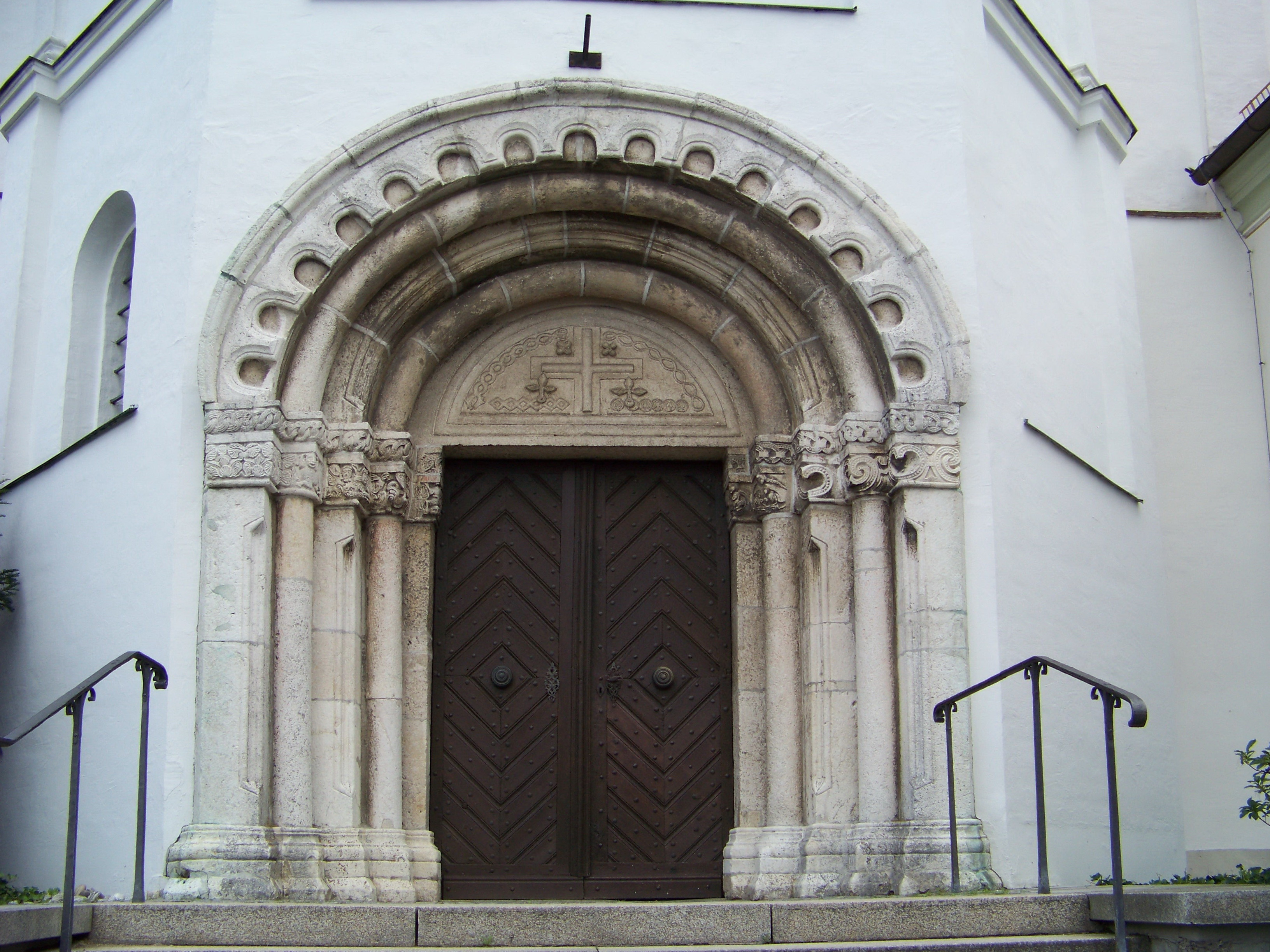
Spätromanisches Westportal

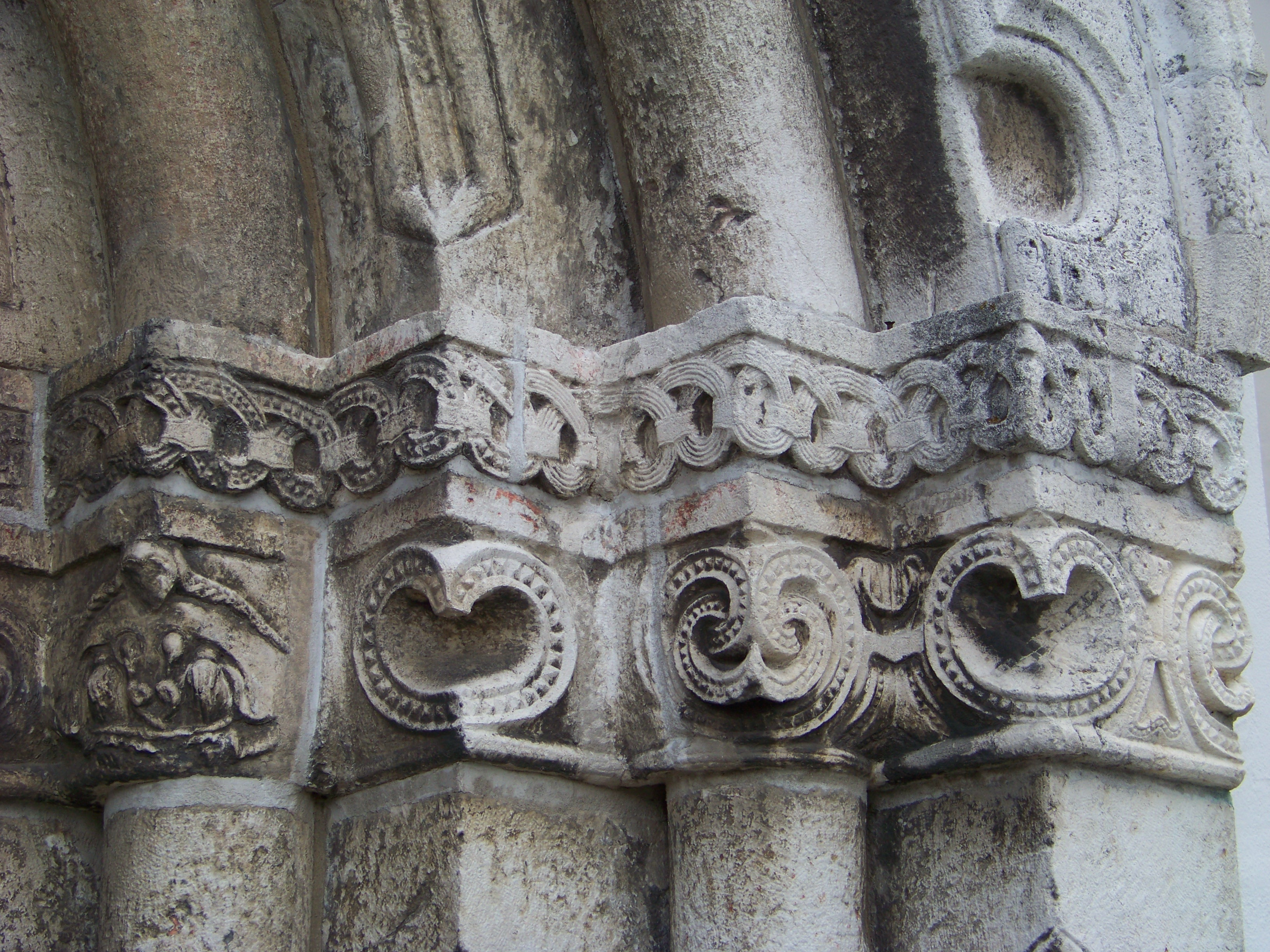
Kapitelle mit Ornamenten am Westportal

### Architektur

#### Außenbau
Die Außenmauern der Kirche mit Rundbogenfenstern sind bis auf die schlanken Strebepfeiler am Chor weitgehend ungegliedert. Die Doppelturmfassade im Westen, die zugleich die Schauseite zur Klosterbergstraße hin bildet, ist dagegen wesentlich aufwändiger gestaltet. Die beiden fünfgeschossigen Türme im spätromanischen Stil besitzen je ein eher flaches Pyramidendach mit einem aufwändig gestalteten Kreuz auf der Spitze. Sie werden in den unteren vier Geschossen durch große Rundbogenblenden gegliedert, im obersten Geschoss durch Rechteckblenden, die mit einem Rundbogenfries abschließen. Die oberen drei Geschosse des Nordturmes, die man im späten Mittelalter abgetragen hatte, wurden im 17. oder 18. Jahrhundert in formaler Angleichung an den Südturm neu erbaut. Verbunden sind beide Türme durch einen ab 1740 errichteten Mittelteil im Barockstil, der oben von einem Volutengiebel mit einer Plastik des Kirchenpatrons Johannes abgeschlossen wird. Darunter befindet sich ein aus der Flucht der beiden Türme hervortretender polygonaler Anbau mit einer glockenförmigen Haube, der durch Rundbogenfenster und Pilaster an den Ecken gegliedert ist. Er enthält das spätromanische Westportal aus Kalkstein der 1265 geweihten Kirche, das stilistische Verbindungen zum Portal der Schottenkirche St. Jakob in Regensburg (um 1200) aufweist. Unklar ist, ob das Portal vor dem barocken Umbau bereits in einen Vorbau integriert war oder sich in der Flucht der Turmfassaden befand. Es besteht aus einem dreifach abgetreppten Gewände, das mit Dreiviertelsäulen besetzt ist. Diese setzen sich oberhalb der Kapitelle fort und schließen in einem Rundbogen, der wiederum von einem Rundbogenfries gerahmt wird. Das Tympanon ist verhältnismäßig einfach gestaltet und zeigt ein gleichschenkliges Kreuz mit Lilien und Rosetten. In der Kapitellzone sind verschiedene Ornamente, Menschen- und Tiergestalten zu sehen, über deren Symbolgehalt nichts Genaueres bekannt ist.

#### Innenraum
Beim Betreten der Kirche durch das Westportal gelangt man durch den barocken Vorbau in den Zwischenraum der beiden Türme, der von der Orgelempore überdeckt wird. Hier trennt ein mit Spiralen und Rosetten aufwändig gestaltetes Gitter aus der Zeit um 1720 die Vorhalle vom Langhaus. Dieses ist als Wandpfeilersaal süddeutschen Typus' ausgebildet. An den Längsseiten des Wandpfeilersaals befinden sich je vier Abseiten, die von flachen Quertonnen gedeckt werden. An den Wandpfeilerstirnen und -flanken sind schlanke Pilaster gestellt. Jeder der Kapellenräume ist mit einem Seitenaltar ausgestattet. Zwischen den Wandpfeilern befanden sich ursprünglich Emporen. Überspannt wird der Innenraum von einem abgeflachten Tonnengewölbe mit Stichkappen. An das Langhaus schließt sich der eingezogene, um sieben Stufen höher liegende Altarraum an, der drei Joche und einen halbrunden Chorschluss umfasst. Er wird ebenfalls von einer Stichkappentonne überwölbt, die hier allerdings auf wesentlich flacheren Pilastern ruht.

### Fresken und Stuck

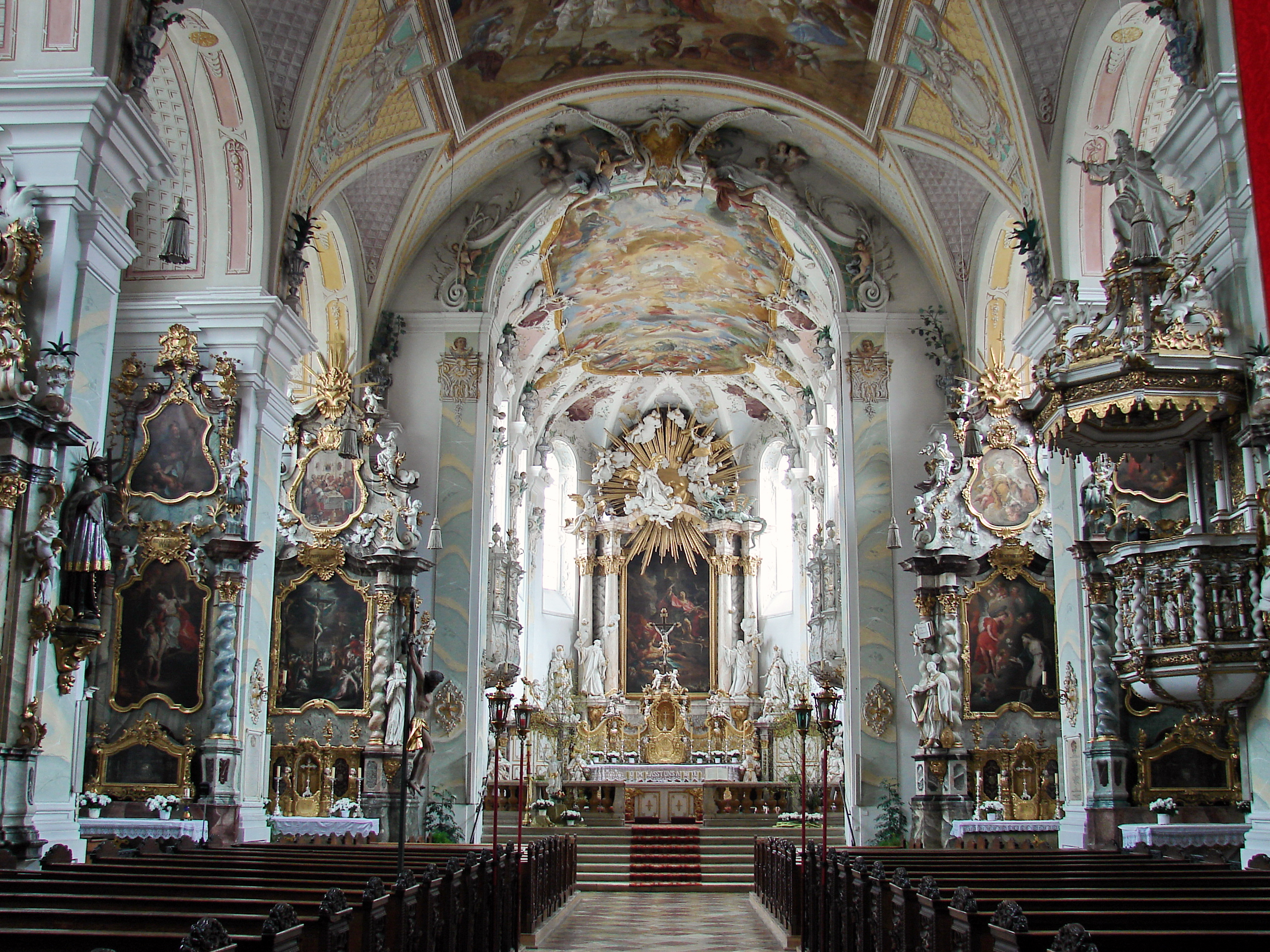
Innenraum im Stil des Rokoko

Die Kirche ist reich mit Fresken und Stuck im Rokokostil ausgestattet. Die Ausstattung des Chorraumes wird dabei auf 1747 datiert, während das große Langhausfresko erst 1776 entstand. Letzteres ist gegenüber der Gestaltung des Chores im Hinblick auf die Farbigkeit deutlich zurückhaltender. Auch die Bildaufteilung des Langhausfreskos weist bereits auf die beginnende Epoche des Klassizismus hin.
Das längsovale, geschweift gerahmte Deckenfresko im Chorraum stammt von Johann Adam Schöpf, der es 1747 in der Anfangsphase des Kirchenumbaus geschaffen hat. Inhaltlich ist es zweigeteilt: es zeigt auf der einen Seite die Vision des Kirchenpatrons Johannes auf Patmos aus der Geheimen Offenbarung, auf der anderen Seite das segensreiche Wirken des Benediktinerordens auf den vier damals bekannten Erdteilen. Im Zentrum ist Gott Vater zu sehen, vor seinem Thron die 24 Ältesten und das Lamm mit dem Buch mit den sieben Siegeln. Darunter schwebt Johannes auf einer Wolkenbank mit seinem Symboltier, dem Adler. Das Hauptfresko wird umrahmt von acht Ton-in-Ton gemalten Medaillons in den Gewölbestichkappen, die sich ebenfalls auf den Kirchenpatron Johannes beziehen. Auch das Fresko im Scheitel des Chorbogens stammt von Schöpf. Darauf ist das Kloster Mallersdorf mit den beiden Stiftern Heinrich und Ernst von Kirchberg dargestellt.
Der Stuck im Altarraum konzentriert sich vor allem auf den Gewölbebereich und die Fensterlaibungen. Er stammt von dem Straubinger Bildhauer und Stuckateur Mathias Obermayr. Dargestellt sind Ranken, Band- und Muschelwerk; diese werden durch Frucht- und Blumenkörbe, Putten und Vasen nach Delfter Art aufgelockert. Der Werkstatt Obermayr werden auch die beiden weiß-golden gefassten Oratorien an den Seitenwänden des Altarraumes zugerechnet. Sie bestehen aus einem stuckierten Korpus und einem fein geschnitzten Gitter mit Vasenaufsätzen.
Das monumentale Deckenfresko im Kirchenschiff, das fast die gesamte Langhauswölbung ausfüllt, entstand 1776 durch den steirischen Maler Matthias Schiffer. Das östliche Drittel des Bildes zeigt die Weigerung des Kirchenpatrons Johannes, Götzendienst zu verrichten. Im Vordergrund steht bereits der befeuerte Kessel für die anschließende Ölmarter des Heiligen bereit. Die Szene findet vor einer Architekturkulisse statt, die als Porta Latina in Rom bezeichnet wird. Den größten Teil des Bildes nimmt ein von Engeln bevölkerter Himmel ein.

### Altäre

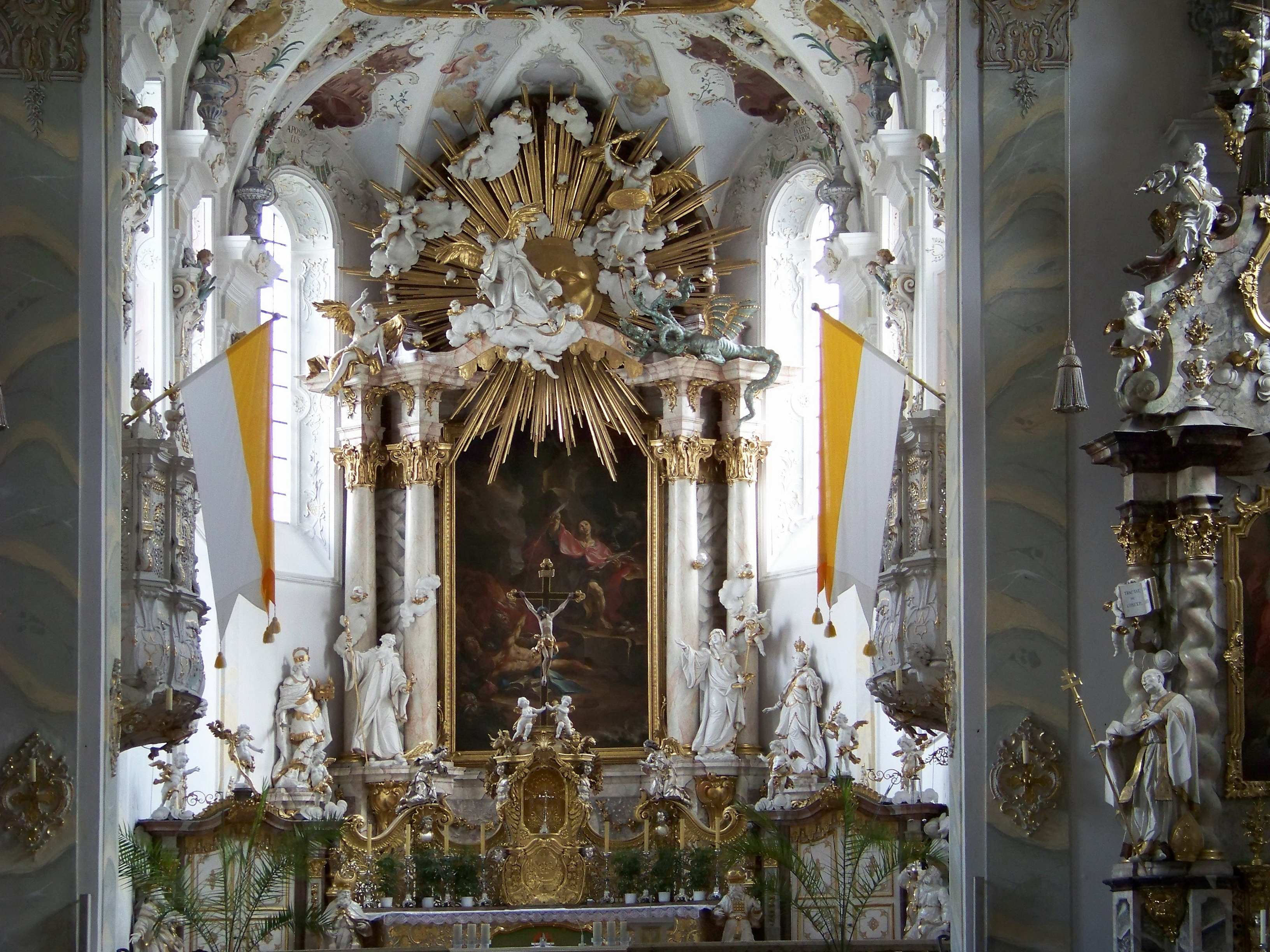
Chorraum mit dem Hochaltar von Ignaz Günther

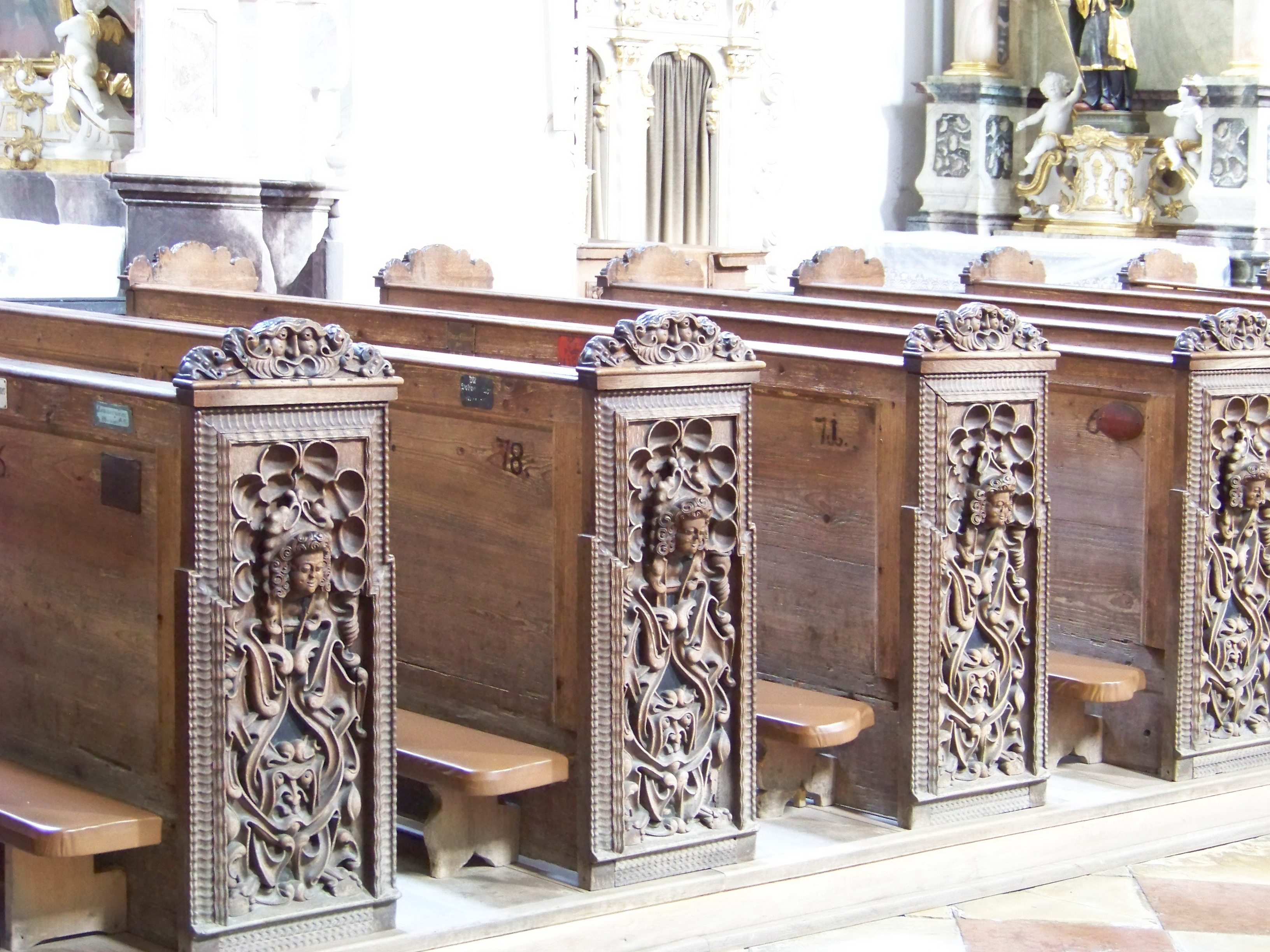
Barocke Gestühlswangen aus der Zeit um 1670

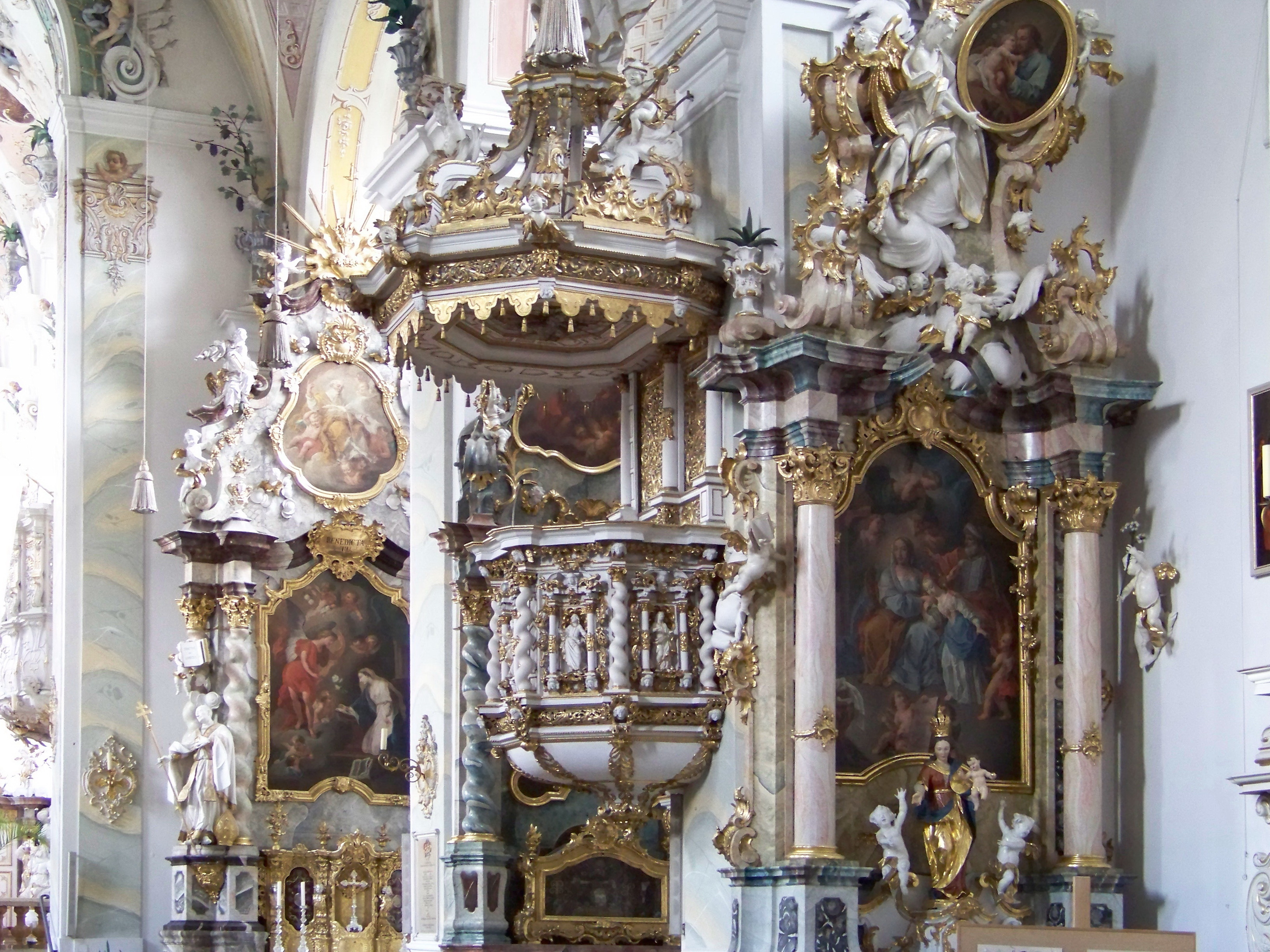
Kanzel

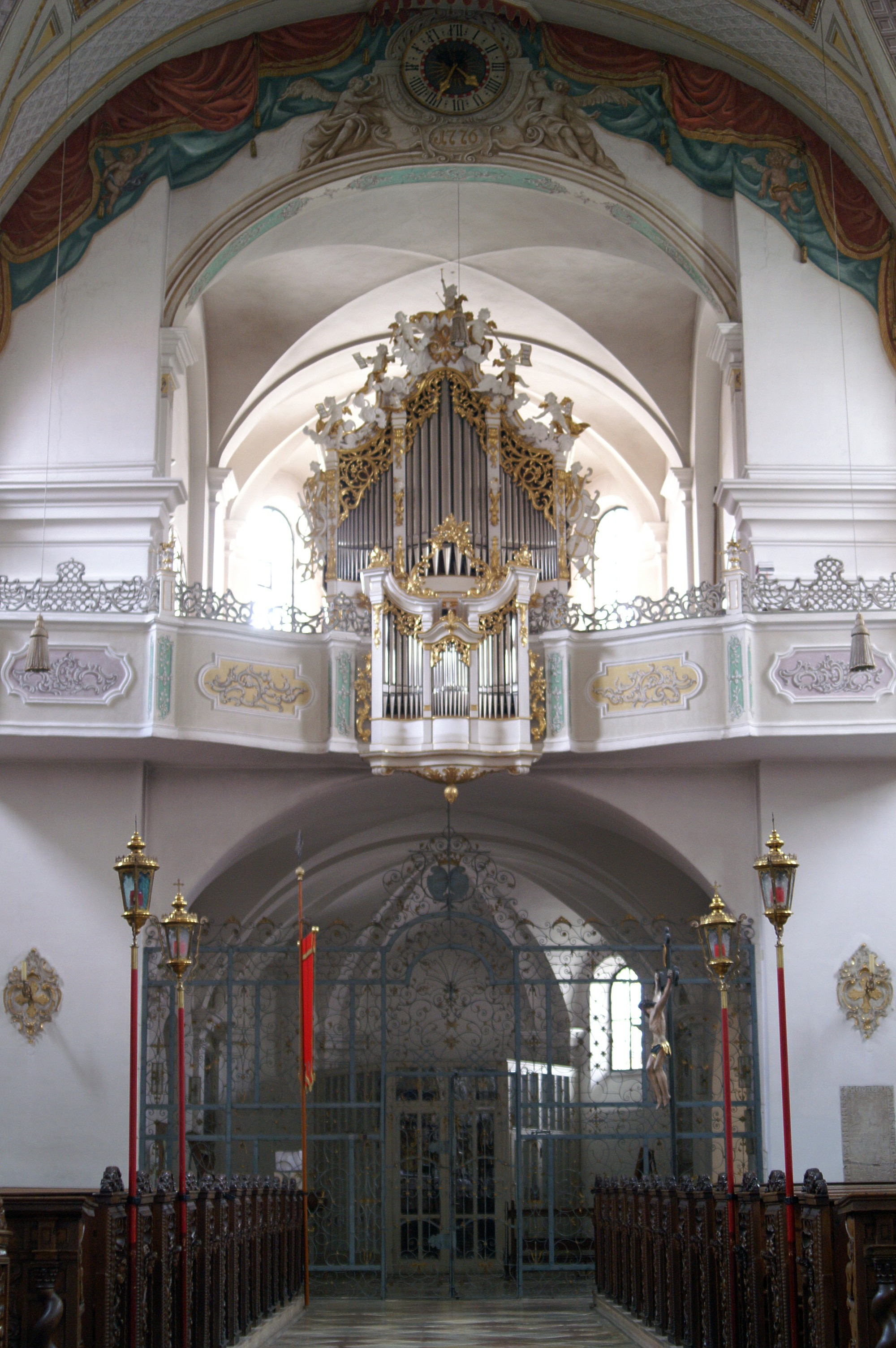
Prospekt der Orgel von Anton Bayr

Der Hochaltar gilt als eines der Hauptwerke des Rokoko-Bildhauers Ignaz Günther. Der gewölbte Aufbau mit vier hellgrau-rötlich marmorierten Säulen enthält ein 1749 gemaltes Altarblatt von Martin Speer, das den Evangelisten Johannes auf Patmos zeigt, wie er Blitze auf am Boden liegende Ungläubige schleudert. Es wird von zwei Figuren je Seite flankiert: links der hl. Kaiser Heinrich II. und der hl. Benedikt, rechts die hl. Scholastika und die hl. Kunigunde. Im Altarauszug hat Günther den zentralen Teil der johanneischen Vision, die Apokalypse, plastisch dargestellt. Im Zentrum steht die geflügelte Apokalyptische Frau als Sinnbild für die gesamte Kirche, die vor dem siebenköpfigen Drachen flüchtet. Schräg über ihr befindet sich der Erzengel Michael mit Flammenschwert, der im Begriff ist, den Drachen niederzuringen. Im Hintergrund befinden sich eine große goldene Sonne und mehrere von Putten besetzte Wolken. Die Figuren sind wie große Teile der übrigen Kirchenausstattung weiß-golden gefasst, die Drache hingegen olivgrün mit Goldverzierungen.
Aus der Ferne verschmilzt dieser an der Rückwand des Chores liegende Hochaltar mit dem Sakramentsaltar von Mathias Obermayr, der sich etwa in der Mitte des Chorraumes befindet. Dazwischen lag einst der Mönchschor der Benediktiner. Der Sakramentsaltar besteht aus der Mensa und dem Tabernakel, dessen vergoldete Tür ein Relief des Letzten Abendmahles zeigt. Darüber befindet sich die von Engeln flankierte Expositionsnische, der Aufbau wird von einem golden gefassten Kruzifix bekrönt. Ein beidseitiger, symmetrischer Aufbau mit Voluten, auf denen Engel das Allerheiligste anbeten, leitet zu den Türen zum Mönchschor über. Diese reich verzierten Portale mit den Aufschriften „Vita bonis“ (links) und „Mors malis“ (rechts) sind ebenfalls von weiß-golden gefassten Engelsfiguren bekrönt. Sie werden von Figuren der Propheten Jesaja und Zacharias (außen) sowie der alttestamentarischen Priester Aaron und Melchisedek flankiert.
Jede der acht Seitenkapellen zwischen den mächtigen Wandpfeilern ist mit einem Seitenaltar ausgestattet. Diese Altäre sind wohl um 1750 in der Werkstatt Mathias Obermayrs entstanden, die beiden Altäre in der dritten Nische von Osten stammen allerdings aus der Zeit um 1770 und werden dem Meister selbst zugeschrieben. Die beiden viersäuligen Altäre in der ersten Nische sind der Kreuzaltar (links) mit einem Altarblatt der Kreuzigung Christi, flankiert von Figuren der hl. Klara und des Papstes Gregor des Großen, und einem Auszugsbild des Letzten Abendmahles sowie der Verkündigungsaltar (rechts) mit einem Altarblatt der Verkündigungsszene, das Martin Speer zugeschrieben wird, und einem Auszugsbild mit Gott Vater und dem Heiligen Geist. In der zweiten Kapelle befinden sich bereits nur noch zweisäulige Altäre, nämlich der Schutzengelaltar (rechts), in dessen Auszug der Apostel Jakobus der Ältere dargestellt ist, sowie der Benediktaltar (links) mit dem einzigen von Speer signierten Seitenaltarblatt und einem Auszugsbild von Johannes dem Täufer. In der dritten Nische stehen links der Sebastianialtar und rechts der Marienaltar. Diese beiden Altäre weisen eine abweichende Gestaltung des Altarauszuges auf. Hier sind weiße Engelsfiguren mit goldenen Flügeln zwischen volutenartigen Aufsätzen zu sehen, die jeweils ein Medaillon mit einem kleinen Gemälde tragen. Dabei handelt es sich um Darstellungen der heiligen Katharina (links) und des hl. Josef (rechts). Die beiden hinteren Seitenaltäre sind der Vitusaltar (links) mit einer Darstellung des hl. Christophorus im Auszug und der Florianialtar (rechts) mit einem Altarblatt der Wetterheiligen Johannes und Paulus.

### Kanzel
Wie auch das Laiengestühl und die Kreuzgangstür in der zweiten Wandkapelle der Südseite stammt die Kanzel wahrscheinlich von einem Mallersdorfer Benediktinermönch aus der Zeit um 1670. Im Jahr 1776 wurden Veränderungen durch Christian Jorhan d. Ä. vorgenommen, insbesondere werden ihm sämtliche Figuralplastiken zugeschrieben. Die ganz in Weiß und Gold gehaltene Kanzel mit aufwändigen Ornamenten in Form von Knorpelwerk befindet sich am zweiten Wandpfeiler der Südseite. Der polygonale Korb ist an den Kanten mit kleinen gewandelten Säulen versehen, dazwischen Figuren Christi und der vier Evangelisten. Auf dem Schalldeckel befinden sich vier Voluten mit Puttenköpfen, die ein Podest mit der Figur des Apostels Paulus als Prediger tragen.

### Orgel
Im Zuge der Umgestaltung im Stil des Rokoko erhielt die Kirche 1783 eine Orgel von Anton Bayr mit insgesamt 18 Registern auf zwei Manualen und Pedal sowie mechanischer Spiel- und Registertraktur. Von diesem Instrument ist heute nur noch der Prospekt erhalten.
Diese Orgel wurde 1895 von einem Instrument aus der Werkstatt von Martin Binder und Willibald Siemann in Regensburg abgelöst, die mit dem Opus 45 ein Werk schufen, das über 13 Register auf zwei Manualen und Pedal verfügte.
Bereits 1904 erbaute Franz Borgias Maerz mit seinem Opus 458 eine neue Orgel mit 16 Registern auf zwei Manualen und Pedal. Diese Orgel wurde 1942 umgebaut und 1945 erweitert. Sie verfügte zuletzt über pneumatische Taschenladen. Spätestens zu diesem Zeitpunkt erfolgte die Windversorgung bereits über ein elektrisches Gebläse mit 3 PS. Eduard Hirnschrodt erweiterte sie 1953 auf drei Manuale und 28 Register unter Verwendung der Taschenladen. Die Orgel wurde 1984 abgebaut und eingelagert.
Die heutige Orgel der Kirche wurde 1985 von der Schweizer Firma Mathis Orgelbau in das historische Gehäuse von 1783 eingebaut. Das Instrument mit mechanischer Spiel- und Registertraktur umfasst insgesamt 35 Register auf drei Manualen und Pedal.
Die Disposition der verschiedenen Orgeln lautet wie folgt:
| I Manual |            |       |
| 1.       | Principal  | 8′    |
| 2.       | Gedackt    | 8′    |
| 3.       | Gamba      | 8′    |
| 4.       | Allemande  | 8′    |
| 5.       | Octav      | 4′    |
| 6.       | Flauto     | 4′    |
| 7.       | Quint      | 3'    |
| 8.       | Superoctav | 2′    |
| 9.       | Mixtur IV  | 1 ⁄2′ |
| 10.      | Cymbal III | 2′    |

| II Manual |            |    |
| 11.       | Gedackt    | 8′ |
| 12.       | Salicional | 8′ |
| 13.       | Spitzflöte | 4′ |
| 14.       | Flageolet  | 2′ |

| Pedal |           |        |
| 15.   | Subbaß    | 16′    |
| 16.   | Violonbaß | 16′    |
| 17.   | Octavbaß  | 8′     |
| 18.   | Quintbaß  | 5 1⁄3′ |

| I Hauptwerk C–f3 |              |      |
| 1.               | Bourdon      | 16′  |
| 2.               | Principal    | 8′   |
| 3.               | Tibia        | 8′   |
| 4.               | Gedeckt      | 8′   |
| 5.               | Gambe        | 8′   |
| 6.               | Dolce        | 8′   |
| 7.               | Octave       | 4′   |
| 8.               | Traversflöte | 4′   |
| 9.               | Gemshorn     | 4′   |
| 10.              | Mixtur IV    | 2/3′ |
| 11.              | Trompete     | 8′   |

| II Nebenwerk C–f3 |                  |    |
| 12.               | Geigenprinzipal  | 8′ |
| 13.               | Lieblich Gedeckt | 8′ |
| 14.               | Salicional       | 8′ |
| 15.               | Äoline           | 8′ |
| 16.               | Violoncello      | 8′ |
| 17.               | Fugara           | 4′ |
| 18.               | Nachthorn        | 4′ |
| 19.               | Piccoloflöte     | 2′ |
| 20.               | Oboe             | 8′ |

| Pedal C–d1 |           |     |
| 21.        | Subbass   | 16′ |
|            | Zartbaß   | 16′ |
| 22.        | Violonbaß | 16′ |
| 23.        | Oktavbaß  | 8′  |
| 24.        | Cello     | 8′  |
| 25.        | Posaune   | 16′ |

- Koppeln:
  - Normalkoppeln: II/I, I/P, II/P
  - Suboktavkoppeln: II/I
  - Superoktavkoppeln: I/I
- Spielhilfen: feste Kombinationen: Piano, Mezzoforte, Forte, Tutti.

Anmerkungen
1. 1 2 3  Register aus der Erweiterung von 1945

| I Rückpositiv C–g3 |               |      |
| 1.                 | Copel         | 8′   |
| 2.                 | Praestant     | 4′   |
| 3.                 | Rohrflöte     | 4′   |
| 4.                 | Octave        | 2′   |
| 5.                 | Larigot       | 1/3′ |
| 6.                 | Scharf III-IV | 1′   |
| 7.                 | Krummhorn     | 8′   |

| II Hauptwerk C–g3 |               |      |
| 8.                | Bordun        | 16′  |
| 9.                | Principal     | 8′   |
| 10.               | Großgedackt   | 8′   |
| 11.               | Gemshorn      | 8′   |
| 12.               | Octave        | 4'   |
| 13.               | Flöte         | 4′   |
| 14.               | Quinte        | 2/3′ |
| 15.               | Octave        | 2′   |
| 16.               | Mixtur III-IV | 1/3′ |
| 17.               | Cymbel III    | 2/3′ |
| 18.               | Trompete      | 8′   |

| III Schwellwerk C–g3 |                |       |
| 19.                  | Rohrgedackt    | 8′    |
| 20.                  | Viola di Gamba | 8′    |
| 21.                  | Principal      | 4′    |
| 22.                  | Spitzflöte     | 4′    |
| 23.                  | Nasat          | 2/3′  |
| 24.                  | Nachthorn      | 2′    |
| 25.                  | Terz           | 13/5′ |
| 26.                  | Mixtur III-IV  | 1/3′  |
| 27.                  | Oboe           | 8′    |
|                      | Tremulant      |       |

| Pedal C–f1 |               |      |
| 28.        | Principalbass | 16′  |
| 29.        | Subbass       | 16′  |
| 30.        | Octave        | 8′   |
| 31.        | Gedacktbass   | 8′   |
| 32.        | Choralbass    | 4′   |
| 33.        | Mixtur IV     | 2/3′ |
| 34.        | Posaune       | 16′  |
| 35.        | Trompete      | 8′   |

- Koppeln:
  - Normalkoppeln: II/I, I/P, II/P

### Glocken
Die Kirche verfügt über vier Glocken, die 1948 von Johann Hahn aus Landshut gegossen wurden. Sie ersetzten ein ebenfalls vierstimmiges Geläut aus dem Jahr 1882, das erste nach der Sakulärisation. Die Tonfolge der heutigen Glocken lautet c1 – es1 – f1 – as1 und entspricht der eines Idealquartetts.